# Ermelino Matarazzo
Ermelino Matarazzo (Sorocaba, 1 de março de 1883 — Bruzolo, 25 de janeiro de 1920) foi um empresário brasileiro, terceiro entre os treze filhos de Francisco Matarazzo e o escolhido para sucedê-lo. Substituiu o pai no comando das empresas durante a Primeira Guerra Mundial.

## Biografia
Conforme Ronaldo Costa Couto, Ermelino tinha ampla aceitação familiar para ser o natural sucessor do empresário que fundou o Império Matarazzo. Durante o primeiro conflito mundial, enquanto seu pai manteve-se na Itália administrando o abastecimento e controle de alimentos na região de Nápoles, Ermelino liderou a comissão criada no Brasil para coletar contribuições ao esforço de guerra italiano. Nos quatro anos à frente do Grupo Matarazzo, o faturamento quase dobrou, aproveitando-se da conjuntura para manter seu contínuo crescimento e otimizar resultados.
Para Assis Chateaubriand, era uma grande esperança para a indústria brasileira.
Morreu num acidente automobilístico quando em viagem de férias, em Bruzolo, perto de Turim, em 25 de janeiro de 1920. Solteiro, não deixou filhos.
Com sua morte, Francisco Matarazzo escolheu como sucessor seu penúltimo filho, Francisco Matarazzo Júnior, o que gerou muita resistência na família.
Em 1926, foi inaugurada em sua homenagem a Estação Ferroviária Comendador Ermelino Matarazzo, localizada na região que passou a ser conhecida como distrito Ermelino Matarazzo.
Em Sorocaba, foi batizada com seu nome e a grafia "Hermelino Matarazzo", uma das principais ruas da região Além-Linha.